# One Day Remains
One Day Remains is het debuutalbum van de band Alter Bridge. Het is uitgebracht op 10 augustus 2004 door Wind-up Records en goud geworden in de VS. Gitarist Mark Tremonti zei ooit in een interview dat de titel een referentie is naar de titelkaarten uit de film Donnie Darko.
Het album telt elf nummers, allemaal gezongen door Myles Kennedy en geschreven door gitarist Mark Tremonti. De lyrics zijn, in tegenstelling tot de christelijke duisternis van Creed, met enige uitzondering positief en onreligieus. 
De cd heeft een tour in Europa en in Amerika gehad. Op 21 november 2005 stond de band met dit album in Paradiso in Amsterdam. 

## Tracklist
1. "Find The Real" -  4:43
2. "One Day Remains" - 4:05
3. "Open Your Eyes" - 4:58
4. "Burn It Down" - 6:11
5. "Metalingus" - 4:19
6. "Broken Wings" - 5:06
7. "In Loving Memory" - 5:40
8. "Down To My Last" - 4:46
9. "Watch Your Words" - 5:25
10. "Shed My Skin" - 5:08
11. "The End Is Here" - 4:57

## Singles
1. "Open Your Eyes"
2. "Find The Real"
3. "Broken Wings"
4. "Shed My Skin"